# Менгерскирхен
Менгерскирхен (нем. Mengerskirchen) — община в Германии, в земле Гессен. Подчиняется административному округу Гиссен. Входит в состав района Лимбург-Вайльбург. Население составляет 5785 человек (на 31 декабря 2010 года). Занимает площадь 30,82 км².